# Johnson Island
Johnson Island – wyspa w cieśninie Peacock Sound na południowy wschód od Dustin Island w Antarktydzie Zachodniej.

## Nazwa
Nazwa wyspy upamiętnia Theodore’a L. Johnsona, inżyniera na stacji polarnej Byrd w latach 1964–1965 .

## Geografia
Wyspa leży w cieśninie Peacock Sound między Wyspą Thurstona a Wybrzeżem Eightsa w Antarktydzie Zachodniej . Znajduje się ok. 22,5 km na południowy wschód od Dustin Island .
Pokryta lodem wystaje ponad powierzchnię Lodowca Szelfowego Abbota, który wypełnia cieśninę . Ma ok. 14 km długości i 8 km szerokości .  

## Historia
Wyspa została zauważona przez „USS Glacier” w lutym 1961 roku i początkowo zidentyfikowana jako góra lodu . Następnie została zmapowana przez United States Geological Survey na podstawie zdjęć wykonanych z powietrza w 1966 roku . 